# Cimetière militaire britannique de Chambrecy
Le cimetière militaire britannique de Chambrecy, situé en France dans le département de la Marne, accueille les dépouilles de soldats tombés lors de la Première Guerre mondiale.

## Origine
Créé pour inhumer les soldats du Commonwealth morts dans les batailles de l'Aisne et de la Marne, ou à l'hôpital de Courlandon, il accueille les dépouilles de 434 soldats britanniques, dont 191 inconnus, et d'un soldat indien.

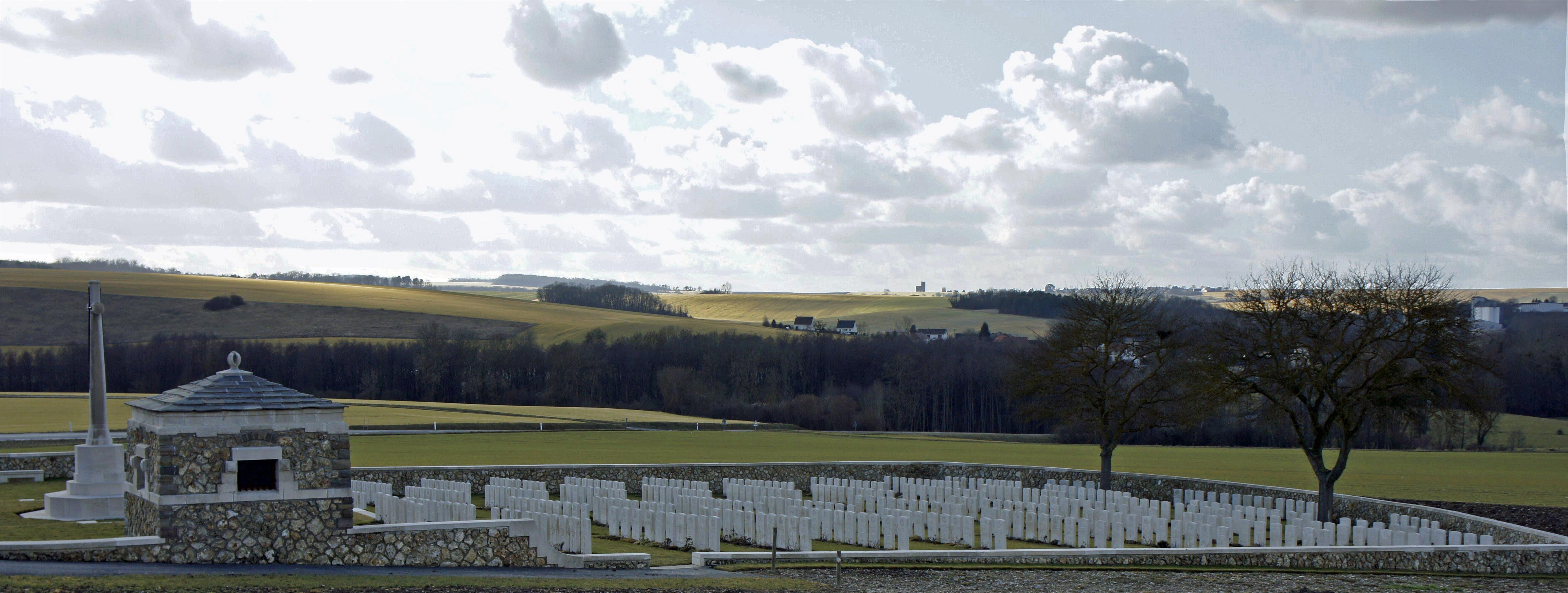
Le cimetière et en arrière-plan le village.